# Francisco Javier Ochoa Ullate
Francisco Javier Ochoa Ullate (Monteagudo, 31 gennaio 1889 – Monteagudo, 6 settembre 1976) è stato un vescovo cattolico spagnolo.
Missionario dell'ordine degli agostiniani recolletti in Cina, è stato il primo vescovo di Shangqiu e il fondatore delle suore agostiniane recollette missionarie.

## Biografia
Iniziò gli studi nel seminario diocesano di Tarazona. Il 29 settembre 1906 vestì l'abito degli agostiniani recolletti ed emise la sua professione dei voti il 30 settembre 1907. Completò la sua formazione teologica e filosofica a Monteagudo, Marcilla e a Villanova, in Pennsylvania. Il 30 maggio 1914 fu ordinato prete.
Esercitò il suo ministero pastorale prima a Trinidad e poi come cappellano dell'esercito statunitense di stanza nelle Filippine, dove rimase fino al 1920.
Assegnato alla comunità del suo ordine a Shangai, nel 1923 fu inviato a organizzare la missione di Kweiteh, appena fondata, di cui fu a capo per 24 anni. Fu dapprima semplice superiore della missione, poi prefetto apostolico (dal 1929), quindi vicario apostolico con carattere episcopale (dal 1937) e infine vescovo residenziale (dal 1946 al 1947).
Il suo periodo in Cina fu segnato da numerosi conflitti (la guerra civile, la guerra sino-giapponese, la guerra mondiale) che resero difficile la sua missione: nonostante ciò, alla fine del suo episcopato la sua diocesi contava 12.000 fedeli (al suo arrivo erano 600), 2.000 catecumeni e 20 tra preti e seminaristi indigeni; aveva istituito un seminario, un orfanotrofio, un dispensario, una rivista di informazione religiosa e una congregazione di suore. Era riuscito a finanziare le sue opere viaggiando e raccogliendo denaro negli Stati Uniti, in Spagna e nelle Filippine.
Fu costretto a dimettersi per motivi di salute nel 1947 e si ritirò in patria, nel convento di Monteagudo, dove si spense.

## Genealogia episcopale
La genealogia episcopale è:
- Cardinale Scipione Rebiba
- Cardinale Giulio Antonio Santori
- Cardinale Girolamo Bernerio, O.P.
- Arcivescovo Galeazzo Sanvitale
- Cardinale Ludovico Ludovisi
- Cardinale Luigi Caetani
- Cardinale Ulderico Carpegna
- Cardinale Paluzzo Paluzzi Altieri degli Albertoni
- Papa Benedetto XIII
- Papa Benedetto XIV
- Cardinale Enrico Enriquez
- Arcivescovo Manuel Quintano Bonifaz
- Cardinale Buenaventura Córdoba Espinosa de la Cerda
- Cardinale Giuseppe Maria Doria Pamphilj
- Papa Pio VIII
- Papa Pio IX
- Cardinale Gustav Adolf von Hohenlohe-Schillingsfürst
- Arcivescovo Salvatore Magnasco
- Cardinale Gaetano Alimonda
- Cardinale Giovanni Cagliero, S.D.B.
- Arcivescovo Guglielmo Piani, S.D.B.
- Vescovo Francisco Javier Ochoa Ullate, O.A.R.